# یواس‌اس گراندی (ای‌پی‌ای-۱۱۱)
یواس‌اس گراندی (ای‌پی‌ای-۱۱۱) (به انگلیسی: USS Grundy (APA-111)) یک کشتی بود که طول آن ۴۹۲ فوت (۱۵۰ متر) بود. این کشتی در سال ۱۹۴۴ ساخته شد.